# Дамаскин Габровски
Преподобни мученик Дамаскин Габровски је православни светитељ.
Подвизавао се у Хиландару, где је постао и игуман. Кад је потражио од неких Турака манастирски дуг, ови наговоре једну жену муслиманске вероисповести да уђе у кућу где је становао Дамаскин. Тада ови Турци дођу и нађу ту жену, па одвуку Дамаскина пред судију. Дамаскину тада би предложено: или да буде обешен, или да се потурчи, на шта је он одговорио: „Била би лудост, кад бих ја за привремени живот купио вечну погибао“. Године 1771. је обешен у Свиштову. У хришћанској традицији помиње се да су његове убице страдале одмах потом. Наиме, одмах потом су сели у чамац да се превезу преко Дунава, али су се изврнули и утопили изненадном буром.
Српска православна црква слави га 16. јануара по црквеном, а 29. јануара по грегоријанском календару.